# Bradford (Nuevo Hampshire)
Bradford es un pueblo ubicado en el condado de Merrimack en el estado estadounidense de Nuevo Hampshire. En el Censo de 2010 tenía una población de 1650 habitantes y una densidad poblacional de 17,75 personas por km².

## Geografía
Bradford se encuentra ubicado en las coordenadas 43°13′27″N 71°57′58″O / 43.22417, -71.96611. Según la Oficina del Censo de los Estados Unidos, Bradford tiene una superficie total de 92.97 km², de la cual 91.17 km² corresponden a tierra firme y (1.93%) 1.8 km² es agua.

## Demografía
Según el censo de 2010, había 1650 personas residiendo en Bradford. La densidad de población era de 17,75 hab./km². De los 1650 habitantes, Bradford estaba compuesto por el 97.45% blancos, el 0.12% eran afroamericanos, el 0.36% eran amerindios, el 0.24% eran asiáticos, el 0.06% eran isleños del Pacífico, el 0.18% eran de otras razas y el 1.58% pertenecían a dos o más razas. Del total de la población el 1.33% eran hispanos o latinos de cualquier raza.